# Ann Demeulemeester
Ann Demeulemeester (Kortrijk, Bèlgica, 1959) és una popular dissenyadora de moda belga. Es cap de la seva pròpia marca Ann Demeulemeester que consta de quatre botigues a Tòquio, Seül, Hong Kong i Anvers, a més es poden trobar els seus dissenys arreu del món. Ha participat en diverses ocasiona al Paris Fashion Week. El seu estil és molt més personal, sutil i emotiu, que sovint l'etiqueten precipitadament d'androgínia, quan seria més correcte definir-la com modernista romàntica.

## Biografia
Va néixer a Kortrijk a Bèlgica. Els seus pares són Albert i Monique Verhelst-Pappijn, més tard es van anar a viure a Bruges. El seu primer interès va ser la pintura, que a poc a poc la va anar portant fins al món de la moda així que va decidir estudiar a la Reial Acadèmia de Belles Arts d'Anvers, al departament de Disseny de moda, de 1978 a 1981. A l'acadèmia va fer grans amics com Walter Van Beirendonck, Dries Van Noten, Martin Margiela, Dirk Van Saene o Marina Yee, tots junts van acabar formant la banda de dissenyadors més vanguardista: Els Sis d'Anvers.

## Carrera
Va començar la seva carrera creant junts amb Patrick Robyn la seva pròpia empresa de moda «BVBA32». El 1986 en acabar la seva formació va presentar a Londres una primera col·lecció de roba, a la feria de la moda British Designer Show. Un any després va presentar la primera col·lecció Tardor/Hivern 1987-88. El 1988 va introduir sabates i accessoris a la col·lecció i el 1992 va fer una primera desfilada a París. Aquest mateix any va col·laborar amb Rodney Goham amb la «White Shirt (for Mallarmé)». D'aquesta obre se'n va fer vint-i-ú exemplars de les quals un es troba al Museu d'Art Contemporani de Barcelona.
Un any més tard la ciutat d'Anvers va ser proclamada Capital Cultural d'Europa. Amb la ciutat plena de grans exposicions i exhibicions d'art, moda i música durant nou mesos Ann i Patrick –descoberts com a bons dissenyadors pels nombrosos visitants– van rebre molta atenció.
El 1995 va desfilar al Trienale di Milano. L'any següent durant la setmana de la moda de París van desfilar les primeres peces de la col·lecció masculina junt amb la roba de dona. El govern belga també li atorgarà el reconeixement de Distinció per la Cultura 96, a més de desfilar a la Biennale de Florència. Durant els següents anys va continuar amb les seves col·leccions desfilant a Brussel·les i París de vegades en col·laboració amb altres dissenyadors. L'any 2000 la van fer ciutadana d'honor de la ciutat de Waregem. El 2001 va dissenyar la roba de l'estàtua de la «Mare de Déu de socors i de la victòria» (obra creada devers 1585 després de la Fúria iconoclasta) de l'església de Sint Andries (Sant Andreu) d'Anvers.
Durant els següents anys van continuar les desfilades i el 2004 la dissenyadora va fer una col·laboració amb el fotògraf Steven Klein. Un any més tard presentà la seva pròpia col·lecció íntegra d'home a París. El 2006 es va inaugurar la primera botiga de Ann a Tòquio i Hong Kong. Va ser també la invitada d'honor al Festival de Moda i Fotografía de Hyeres i aquest mateix any va fer una introducció de la seva pròpia col·lecció de joieria.
L'any 2007, el Parlament flamenc va iniciar una promoció important d'Els sis d'Anvers; el grup de dissenyadors constituït per Ann Demeleumeester, Walter Van Beirendonck, Dries Van Noten, Dirk Bikkembergs i Marina Yee. Se'ls va anomenar així per la premsa anglesa des de la seva finalització de carrera, quan van exposar a la fira professional londinenca el 1987. Aquest mateix any es va obrir l'espectacular botiga a Seül.
Posteriorment, el 2009 la dissenyadora va exposar junt als Sis d'Anvers a l'Opera Art Gallery de Tokyo. Uns anys després, el 2013, exposa al MoMu d'Anvers. Aquest mateix any, la dissenyadora decideix abandonar la seva marca atribuint que una nova etapa arriba a la seva vida i que la marca ja té la seva identitat pròpia que li permet seguir creixent sense ella.

## Vida personal
Ann es va casar el 1985 amb el seu fotògraf i segons ella la seva major musa Patrick Robyn. Tenen un fill que es diu Viktor. La parella viu a Antwerp, a l'única casa construïda a Bèlgica per l'arquitecte Le Corbusier.